# Предвестник землетрясения
«Предвестник землетрясения» (англ. Earthquake Bird) — психологический триллер Уоша Уэстмоленда, основанный на одноимённом романе Сюзанны Джонс. В главных ролях выступили Алисия Викандер, Райли Кио, Наоки Кобояси и Джек Хьюстон. Премьера состоялась 10 октября 2019 года на Лондонском кинофестивале. Фильм был выпущен 1 ноября 2019 года, перед цифровым потоковым вещанием 15 ноября 2019 года, компанией Netflix

## Сюжет
Токио в 1989 год. Люси Флай, молодая женщина-экспат, подозревается в убийстве подруги Лили, которая пропадает из-за бурного любовного треугольника с японским фотографом Тейдзи.

## В ролях
- Алисия Викандер — Люси Флай
- Райли Кио — Лили Бриджес
- Наоки Кобаяси — Тейдзи Мацуда
- Джек Хьюстон — Боб
- Кики Сукэдзанэ — Нацуко
- Кэн Ямамура — Огучи
- Акико Ивасэ — г-жа Като

## Производство
В августе 2016 года было объявлено, что Уош Уэстмоленд напишет сценарий и снимет фильм по одноимённому роману Сюзанны Джонс. Продюсерами фильма стали Майкл Шефер, Майкл Прусс, Энн Рурк, Джорджина Поуп, а Ридли Скотт выступил в роли исполнительного продюсера фильма под его лейблом Scott Free Production. В марте 2018 года Netflix стал официальным дистрибьютором, а Алисия Викандер и Райли Кио присоединились к актёрскому составу фильма. В апреле 2018 года Джек Хьюстон вошёл в актёрский состав фильма. В мае 2018 года Наоки Кобаяши присоединился к съёмкам фильма, производство которого началось в том же месяце в Токио.

## Премьера
Премьера фильма состоялась на Лондонском кинофестивале BFI 10 октября 2019 года. 1 ноября 2019 года фильм был показан ограниченным выпуском перед цифровым потоковым вещанием 15 ноября 2019 года.

## Реакция
На сайте-агрегаторе отзывов Rotten Tomatoes рейтинг одобрения фильма составляет 50 % на основе 40 обзоров, а средневзвешенное значение составляет 5,53 / 10. Критическое заключение на сайте гласит: «Райли Кио и Алисия Викандер играют в полную силу, но „Предвестник землетрясения“ страдает от удручающей неспособности постоянно воплощать в жизнь свой литературный источник». На Metacritic фильм держится в рейтинге 51 из 100, основываясь на 19 критических замечаниях с отметкой «смешанные или средние отзывы».